# Ole Wegener
Ole Wegener (* 18. Februar 1936 in Kopenhagen; † 11. März 2025) war ein dänischer Schauspieler.

## Leben
Ole Wegener wuchs als älterer Sohn von Erik Wegener (1903–1994) und dessen Frau Kirsten Bech (1904–1989) in Kopenhagen auf. Sein jüngerer Bruder Klaus Wegener (1944–2018) war ebenfalls als Schauspieler tätig.
Nach seinem Schulabschluss absolvierte er von 1954 bis 1958 seine Schauspielausbildung an der Schauspielschule des Aarhus Teater, wo er auch sein Bühnendebüt als Darsteller hatte und anschließend bis zum Jahr 1966 dort als festes Ensemblemitglied engagiert war. Von 1975 bis 1980 war er am Aalborg-Theater als festes Ensemblemitglied engagiert. Er wirkte als Bühnendarsteller in den unterschiedlichsten Rollen in Theaterstücken und in Musicals mit, so unter anderem auch am Folketeatret. Einige Theatertourneen führten ihn nach Schweden. Von 1958 bis 2005 wirkte er als Schauspieler vor der Kamera in mehr als 30 Film-und-Fernsehproduktionen mit. Im Jahr 1964 wurde er mit dem Bodil als Bester Hauptdarsteller ausgezeichnet.
Ole Wegener war ab dem 20. Mai 1962 bis zu ihrem Tod mit der Schauspielerin Karen Wegener (1935–2012) verheiratet. Die Ehe blieb kinderlos. Wegener lebte in Aarhus.

## Filmografie (Auswahl)
- 1958: Agnete og fromanden
- 1961: Einer unter vielen
- 1963: Sekstet
- 1966: Disneyland
- 1971: Kreditorer
- 1978: Sommer 1807
- 1983: Rejseholdet (Fernsehserie, 1 Folge)
- 1989: Lykke Per (Fernsehserie, 1 Folge)
- 1997: Bryggeren (Fernsehserie, 1 Folge)
- 2005: Fra regnormenes Liv